# Ophion flavoorbitalis
Ophion flavoorbitalis är en stekelart som beskrevs av Cameron 1886. Ophion flavoorbitalis ingår i släktet Ophion och familjen brokparasitsteklar. Inga underarter finns listade i Catalogue of Life.